# Terina doleris
Terina doleris là một loài bướm đêm trong họ Geometridae.